# Jacek Piotrowski
Jacek Piotrowski (ur. 1967 w Środzie Śląskiej) – polski politolog i historyk specjalizujący się w dydaktyce historii, historii najnowszej Polski, historii politycznej XX wieku i Unii Europejskiej; nauczyciel akademicki związany z Uniwersytetem Wrocławskim.

## Życiorys
Urodził się w 1967 roku w Środzie Śląskiej, gdzie ukończył Liceum Ogólnokształcące im. Mikołaja Kopernika. W 1986 roku podjął studia historyczne, a rok później politologiczne na Uniwersytecie Wrocławskim, które kolejno ukończył w 1991 i 1992 roku. Dwa lata później uzyskał stopień naukowy doktora nauk humanistycznych w zakresie historii na podstawie pracy pt. Środowisko polityczne „Polski Zachodniej” w latach 1926–1939, napisanej pod kierunkiem prof. Wojciecha Wrzesińskiego.
W 1994 roku rozpoczął pracę naukowo-dydaktyczną w Zakładzie Nauczania Dydaktyki Historii i Wiedzy o Społeczeństwie Instytutu Historycznego Uniwersytetu Wrocławskiego. W 2004 roku otrzymał stopień naukowy doktora habilitowanego nauk humanistycznych w zakresie historii na podstawie rozprawy pt. Piłsudczycy bez lidera. W 2007 roku został powołany na stanowisko profesora nadzwyczajnego, a w 2011 roku z rąk prezydenta otrzymał nominację profesorską. W latach 2006–2007 był kierownikiem Studium Doktoranckiego. Jest wiceprzewodniczącym Kapituły do spraw profesorów oświaty działającej przy Ministerstwie Edukacji Narodowej – (kadencja 2015-2019).
Należał do stypendystów: Fundacji na rzecz Nauki Polskiej dla Młodych Pracowników Naukowych, Polonia Aide Foundation Trust w Londynie, Fundacji z Brzezia Lanckorońskich i Instytutu Herdera. Zajmuje się historią najnowszą oraz dydaktyką historii. Wśród zainteresowań badawczych znajduje się m.in. tematyka dziejów polskiego uchodźstwa politycznego po II wojnie światowej, nadto zajmują go takie tematy jak: Piłsudczycy w II Rzeczypospolitej, procesy integracji europejskiej. Należy do grona rzeczoznawców Ministerstwa Edukacji Narodowej w zakresie podręczników nauczania wiedzy o społeczeństwie. W latach 2009–2017 był wiceprzewodniczącym Wrocławskiego Towarzystwa Miłośników Historii.
W 2018 roku został odznaczony Medalem Komisji Edukacji Narodowej.
W 2007 roku wypromował doktora, Przemysława Dubaniowskiego, a w 2018 roku doktorantkę Katarzynę Śliwak.
Ma rodzinę składającą się z żony Anny i dwóch synów: Mikołaja i Maksymiliana.

## Wybrane publikacje
1. Jacek Piotrowski, Aleksander Prystor 1874-1941. Zarys biografii politycznej, Wrocław 1994, s. 155;
2. Marek Czapliński, Zbigniew Fras, Jerzy Maroń, Stanisław Rosik, Jacek Piotrowski, Historia – słownik encyklopedyczny, Wrocław 1997/1998, s. 462;
3. Jacek Piotrowski, The Policies of the Sanacja on the Jewish Minority in Silesia, 1926-1939, Polin: a journal of Polish-Jewish studies. – Vol. 14, (2001), s. 150–155;
4. Jacek Piotrowski, Piłsudczycy bez lidera (po 1 września 1939 roku), Toruń 2003, s. 426; (Nagroda Historyczna Tygodnika „Polityka” za rok 2003 [3])
5. Dzienniki czynności Prezydenta RP Władysława Raczkiewicza 1939-1947, opracował Jacek Piotrowski Wrocław 2004, T. 1 s. 645, T 2, s. 675;
6. Stanisław Stroński; Polityka Rządu Polskiego na uchodźstwie w latach 1939–1942, opracował Jacek Piotrowski, Nowy Sącz 2007, T. 1, s. 544, T. 2, s. 600, T. 3, s. 688;
7. Jacek Piotrowski, Generał Stefan Hubicki 1877-1955, żołnierz, polityk, lekarz, Wrocław 2009, s. 256.
8. Dziennik żołnierza-tułacza, Zapiski kapitana Waclawa Plackowskiego z lat 1939–1941, oprac. Jacek Piotrowski, Wrocław 2016, s. 338.